# سیسیرو سانتوس
سیسیرو سانتوس (به پرتغالی: Cícero Santos) هافبک اهل برزیل است که در شهر Castelo و در تاریخ ۲۶ اوت ۱۹۸۴ به دنیا آمده‌است.
سیسیرو سانتوس در تیم‌های فوتبال Bahia سابقهٔ حضور دارد.